# Casa di Lutero (Wittenberg)
La casa di Lutero (in lingua tedesca Lutherhaus) è una casa museo di Lutherstadt Wittenberg, in Germania. Originariamente costruita nel 1504 come parte dell'Università di Wittenberg, l'edificio fu la casa di Martin Lutero per la maggior parte della sua vita adulta e un luogo significativo nella storia della Riforma protestante. Lutero vi scrisse le sue 95 tesi.
L’Augusteum è un'espansione all'edificio originale che fu costruito dopo la morte di Lutero per ospitare un seminario e una biblioteca protestanti che esistono ancora oggi. Dal 1996, entrambi gli edifici sono stati riconosciuti come patrimonio mondiale dell'UNESCO.

## Storia
Quando fu aperta l'Università, nel 1503, ai frati dell'Ordine di Sant'Agostino fu data la terra in precedenza appartenuta all'Heiligegeisthospital (Ospedale dello Spirito Santo) situato vicino alla Porta Elster. Lì, iniziarono a costruire un chiostro, noto come il Monastero Nero a causa del colore degli abiti dei frati, che doveva essere una residenza e un'accademia per gli agostiniani che studiavano a Wittenberg. 
Nel 1507, dopo l'ordinazione sacerdotale, Martin Lutero fu inviato, da Johann von Staupitz, a continuare i suoi studi, e si stabilì in una cella nell'angolo sud-ovest del nuovo convento. Nel 1512, si era laureato dottore in teologia e faceva parte della facoltà teologica dell'Università di Wittenberg, con la posizione ufficiale di Dottore in Bibbia. Iniziò a sviluppare e predicare i principi di base della Riforma protestante e pubblicò le sue 95 tesi mentre insegnava qui.
Lutero visse con gli agostiniani nel Monastero Nero fino al 1521, quando fu costretto a nascondersi nel Castello di Wartburg causa delle tensioni politiche che circondavano la Riforma protestante. Man mano che la guerra dei contadini tedeschi acquistava forza, parti dell'università di Wittenberg, incluso il convento, furono abbandonate. Nel 1524, dopo che Lutero era tornato a Wittenberg, l'elettorato di Sassonia diede alla famiglia Lutero le residenze vuote del Monastero Nero, dove egli visse fino alla sua morte nel 1546. Fu qui che, a partire dal 1531, Martin Lutero tenne i suoi influenti Discorsi a tavola con i suoi studenti. Lutero insegnò e scrisse durante il tempo trascorso in quella casa, comprese molte revisioni della sua traduzione della Bibbia. Ampliò la Lutherhaus, in particolare costruendo il Katharinenportal, un ingresso scolpito che era un regalo di compleanno per sua moglie.
Dopo la morte di Lutero a Eisleben, nel 1564 la Lutherhaus fu rivenduta all'università dai suoi eredi. Nel giro di un anno, fu iniziata una grande ristrutturazione per trasformarla in un collegio: fu aggiunta l'imponente scala a chiocciola esterna, fu dato un nuovo soffitto a volta al refettorio e la grande sala, che era stata la sala di lettura di Lutero, fu ridecorata e modernizzata; il Lutherstube, il salotto di Martin Lutero, rimase com'era, sebbene fosse spesso usato per ospitare personaggi importanti.
Nel 1760, Wittenberg fu attaccata dall'Austria durante la guerra dei sette anni e molti importanti edifici, in particolare la Schloßkirche, furono gravemente danneggiati. Sebbene la Lutherhaus fosse sopravvissuta con danni minimi, iniziò un periodo di decadenza. Tra il 1761 e il 1813 fu utilizzata come ospedale militare, in particolare nel corso delle guerre napoleoniche. Successivamente, fu assegnata al Seminario Reale, poiché l'Università di Wittenberg fu sciolta per entrare a far parte dell'Università di Halle-Wittenberg. Tuttavia, la corona non fu in grado di utilizzare l'edificio, che divenne una scuola gratuita per i poveri e continuò a deteriorarsi. Alla fine, il terribile stato dell'edificio divenne troppo grave per essere ignorato e Friedrich August Stüler fu assunto per restaurare e ricostruire la Lutherhaus tra il 1853 e il 1856. Fatta eccezione per alcune piccole riparazioni e alcuni scavi, l'edificio e il terreno rimangono in gran parte quelli lasciati da Stüler.

## Augusteum
L'Augusteum è un'estensione della Lutherhaus che fu commissionata da Augusto I di Sassonia, nel 1564, come biblioteca, sebbene i lavori reali non iniziarono fino al 1579 sotto la direzione di Hans Irmisch. L'edificio fu pronto per l'uso nel 1598, quando la biblioteca dell'Università fu trasferita lì dal vicino castello. Nel 1686 fu aggiunto un gabinetto anatomico. Questo fu seguito, nel 1736, da un museo chiamato Anatomicum, che era essenzialmente una raccolta di campioni preparati e stranezze anatomiche, la maggior parte delle quali erano doni di re Augusto III.
L’Augusteum continuò a guadagnare importanza per l'Università e la città di Wittenberg. Furono aggiunte altre raccolte letterarie, portando la collezione totale a 16.000 volumi entro la metà del XVIII secolo. Fu aggiunta una galleria degli Elettori di Sassonia, che comprendeva carte genealogiche dei re di Danimarca, Braunschweig e Brandeburgo. Molte altre sale per studenti e uffici furono aggiunte, a partire dal 1725.
Anche l'Augusteum fu colpito dalla decadenza della Lutherhaus, sebbene non nella stessa misura. Faceva parte dell'ospedale militare durante la guerra dei sette anni e a un certo punto era usato per coltivare mais. Tuttavia, fu in grado di essere usato come parte del Seminario Reale, a differenza della Lutherhaus, e quindi gli fu risparmiato gran parte del deterioramento. Continuò a funzionare per tutto il XIX secolo come seminario e fu anche usato per salvaguardare gli archivi dalla Schloßkirche, che era stata quasi distrutta durante la guerra dei sette anni. È ancora usato oggi come seminario luterano.

## Museo casa di Lutero oggi

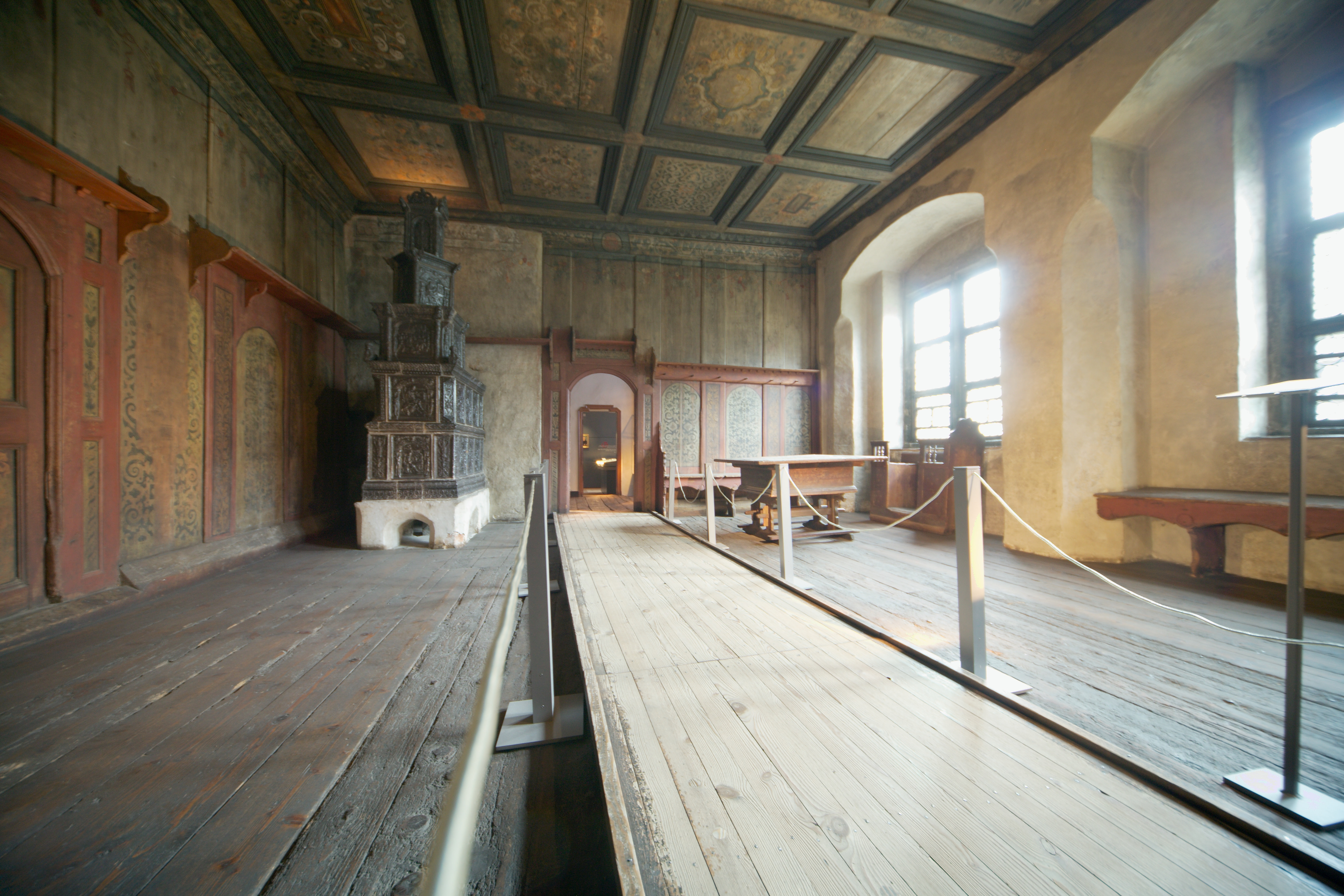
Il Lutherstube (il soggiorno di Lutero) nel museo Lutherhaus

Dopo il restauro di Stüler, fu presa la decisione di aprire un museo nella Lutherhaus, che raccontasse la Riforma e la vita di Lutero. Le prime mostre furono aperte al pubblico nel 1883 e furono principalmente confinate al secondo piano, in particolare nella Lutherstube. A partire dal 1911, il museo si espanse gradualmente in tutto l'edificio. Per celebrare il 500º anniversario della nascita di Martin Lutero e il 100° della fondazione del museo, nel 1983 furono effettuati importanti ampliamenti e ristrutturazioni. Nel 2002 è stata completata una nuova area d'ingresso, progettata dallo studio di architettura Pitz e Hoh di Berlino. Il suo stile molto moderno è stato progettato, secondo le parole degli architetti, per consentire "alla funzionalità e alla storia [di] stare visibilmente l'una accanto all'altra" e gli è stato assegnato il premio architettonico dello stato della Sassonia-Anhalt.
La Lutherhaus è attualmente il più grande museo del mondo relativo alla Riforma. Contiene molti oggetti originali della vita di Lutero, tra cui il suo pulpito della Stadtkirche, l'abito da frate, numerosi dipinti di Lucas Cranach il Vecchio e numerose Bibbie, opuscoli e manoscritti.